# No Beef
No Beef è un singolo dei DJ Afrojack e Steve Aoki, pubblicato nel 2011 e realizzato con la collaborazione della cantante Miss Palmer. Nel 2022 è stato pubblicato un album di remix del brano, con opere di vari DJ, fra cui R3HAB, LUM!X, DLMT, Goodboys, oltre allo stesso Aoki.

## Tracce
- Download digitale

1. No Beef (Vocal Mix) - 6:01
2. No Beef (Instrumental Mix) - 6:02

- Remix pack 1 (2022)

1. No Beef (Goodboys Remix) - 2:58
2. No Beef (LUM!X Remix) - 2:52
3. No Beef (Riot Ten & Crankdat Remix) - 3:13
4. No Beef (Steve Aoki's 11 Years Later Remix) - 3:24
5. No Beef (R3HAB Remix) - 2:49

- Remix Pack 2 (2022)

1. No Beef (Gabry Ponte Remix) - 3:41
2. No Beef (DLMT Remix) - 2:40
3. No Beef (Timmy Trumpet Remix) - 3:34